# Mimata
Mimata (三股町?) è una cittadina giapponese della prefettura di Miyazaki.